# Autostrada A10 (Franța)
Autostrada A10, denumită și „L'Aquitaine”, leagă metropola Marelui Paris (din sudul autostrăzii A86) de Bordeaux (în zona autostrăzii A630), trecând prin Orléans, Blois, Tours, Poitiers, Niort și Saintes. Porțiunea dintre Saintes și Bordeaux face parte din Ruta Estuarelor.
Cu o lungime de 557 km, este cea mai lungă autostradă din Franța sub un singur număr. Face parte din drumul european 5 (E05).

## Gestionare
Această autostradă este concesionată către două companii de administrare a autostrăzilor:
- Cofiroute (Vinci) pentru partea de nord a autostrăzii (de la La Folie Bessin până la Poitiers)
- ASF pentru secțiunea dintre Poitiers și Bordeaux. Pe rețeaua ASF, A10 face parte din zona de vest.

Această autostradă este acoperită de Radio Vinci Autoroutes (107,7 MHz).

## Caracteristici
Mai multe secțiuni ale autostrăzii A10 sunt gratuite:
- între A6 și RN104 (la sud de Paris) (14 km);
- între ieșirile 20 și 22, la nivelul variantei ocolitoare a orașului Tours (traversarea râurilor Loara și Cher, 5,5 km);
- între RN10 din Saint-André-de-Cubzac și nodul rutier cu centura Bordeaux (19 km).

Traseu comun: A10 are un traseu comun de 2 km cu autostrada A126, între Champlan și Palaiseau.

## Istoric
- Wissous - Massy: 1960 (sub denumirea C 6)
- Massy - Longjumeau: 1970 (sub denumirea C 6)
- Longjumeau - Palaiseau: 1972 (sub denumirea A 87)
- Palaiseau - Les Ulis: 1973
- Les Ulis - Orléans (autostrada A71): 1973
- Orléans - Parçay-Meslay: 1974
- Parçay-Meslay - Tours (centru): 1972
- Tours - ocolire pe la nord - (Rives du Cher, nod rutier desființat între timp): 1968
- Tours - Chambray-lès-Tours: 1970
- Chambray-lès-Tours - Poitiers (nord): 1977
- Poitiers (nord) - ocolire pe la vest - Poitiers (sud): 1970 (luând A10 în direcția Paris de la nodul rutier 30, se poate observa încă terminusul autostrăzii)
- Poitiers - Saint-Maixent-l'École - Saintes - Saint-André-de-Cubzac: 1980-1981
- Saint-André-de-Cubzac - Ambarès-et-Lagrave: 1974 (sub denumirea A 62)
- Ambarès-et-Lagrave - Lormont: 1967 (sub denumirea A 62)

Tronsonul de la limita comunelor Massy și Palaiseau, în direcția sud, construit în perioada 1972-1973, utilizează platforma lărgită a fostei linii feroviare Paris-Chartres via Gallardon, închisă în 1944, de care autostrada se separă la Villebon-sur-Yvette după 2,5 km. Această construcție a dus la demolarea unui viaduct care traversa valea râului Yvette la Villebon. Dincolo de acest punct, noul traseu al drumului național 188, stabilit în aceeași perioadă, urmează această linie pe o distanță de 5 km, în gabaritul său original.
În acea perioadă, prelungirea autostrăzii până în cartierul Montparnasse, pe terenurile părții neterminate ale acestei linii feroviare, era planificată în cadrul planului de autostrăzi pentru Paris. Acest proiect, puternic contestat de locuitori, a fost abandonat după alegerile prezidențiale din 1974. Fosta platformă feroviară a fost utilizată pentru construcția subterană a liniei LGV Atlantique și pentru amenajarea la suprafață a promenadei verzi din sudul Parisului. Abandonarea acestui proiect explică cotitura autostrăzii la limita comunelor Massy și Palaiseau. Linia de mare viteză este alăturată autostrăzii pe o distanță de 1,4 km de o parte și de alta a traversării văii râului Yvette la Villebon. Linia feroviară se separă de autostradă printr-un tunel de 4.800 de metri și se reîntâlnește cu aceasta în zona „Bois des Carrés” din Marcoussis, urmând un traseu paralel pe o distanță de 23 de kilometri până în apropierea stației de taxare Saint-Arnoult.
Pe 18 noiembrie 2017, pe o porțiune de 3,3 km înainte de a ajunge la Massy, a fost inaugurată o bandă dedicată autobuzelor în direcția provincie-Paris, pentru a le permite să evite ambuteiajele.

## Traseu
| De la A6 până la Francilienne Sud (RN104); secțiune gratuită, neconcesionată, administrată de DIR Île-de-France.          | |                            |
| Intersecție | Nod rutier între A6a-A6b și A10: Paris, Villejuif, Arcueil; A1 (Lille), A86 (Créteil, Versailles), Rungis, Aeroportul Paris–Orly (nod rutier parțial).     | A6a A6b A1 A86 E05 E15 E50 |
| A10 E05 E50 | |                            |
| | Trecerea din departamentul Hauts-de-Seine în departamentul Essonne.                                                                                        |                            |
| 4 - Massy | Orașe deservite: Longjumeau, Massy, Antony-Z.A. (nod rutier parțial).                                                                                      | RD20                       |
| | Limitare la 90 km/h (sens Paris > Bordeaux). |                            |
| Intersecție | Nod rutier între A126 și A10: Lyon, Évry, Chilly-Mazarin (nod rutier parțial).                                                                             | A126                       |
| 5 - Longjumeau | Orașe deservite: Orléans, Étampes, La Ville-du-Bois, Saulx-lès-Chartreux, Longjumeau (nod rutier parțial).                                                 |                            |
| 6 - Palaiseau | Orașe deservite: Antony, Palaiseau, Villebon-sur-Yvette, Massy (nod rutier parțial).                                                                       | RD188 RD591                |
| 7 - Igny | Orașe deservite: Versailles–Saint-Quentin-en-Yvelines, Versailles, Igny, Palaiseau-Cité scientifique (nod rutier parțial).                                 | A126 RD444                 |
| 7 - Gare TGV | Zonă deservită: Gara Massy TGV (nod rutier parțial). |                            |
| 8 - Orsay | Orașe deservite: Bures-sur-Yvette, Orsay (nod rutier parțial).                                                                                             | RN188                      |
| 9 - Courtaboeuf | Orașe deservite: Chartres, Villejust, Les Ulis, Villebon-sur-Yvette, Z.A. Courtaboeuf.                                                                     | RD118                      |
| Intersecție | Nod rutier între RN118 și A10: A13 (Rouen), Paris-Porte de Saint-Cloud, Boulogne-Billancourt, Versailles, Les Ulis, Z.A. Courtaboeuf (nod rutier parțial). | RN118 A13                  |
| Intersecție | Nod rutier între RN104 și A10: A4 (Nancy, Metz), A6 (Lyon), Orléans, Évry, Arpajon, Linas-Montlhéry.                                                       | RN104                      |
| De la Francilienne Sud (RN104) până la ieșirea 10; secțiune cu taxă, în sistem deschis, concesionată companiei Cofiroute. | |                            |
| | Limitare la 110 km/h (sens Bordeaux > Paris). |                            |
| | Zone de servicii: Limours - Janvry (sens Paris > Bordeaux) ; Limours - Briis-sous-Forges (sens Bordeaux > Paris).                                          |                            |
| | Limitare la 110 km/h (sens Paris > Bordeaux). |                            |
| | Trecerea din departamentul Essonne în departamentul Yvelines.                                                                                              |                            |
| 10 - Dourdan | Orașe deservite: Dourdan, Limours, Saint-Arnoult-en-Yvelines.                                                                                              | RD149                      |
| De la ieșirea 10 până la ieșirea 19; secțiune cu taxă, în sistem închis, concesionată companiei Cofiroute.                | |                            |
| | Punctul de taxare Saint-Arnoult. |                            |
| Intersecție | Nod rutier între A11 și A10: Rennes, Nantes, Le Mans, Chartres (nod rutier parțial).                                                                       | A11 E50                    |
| A10 E05 | |                            |
| 11 - Allainville | Orașe deservite: Rambouillet, Étampes, Allainville. | RN191                      |
| | Trecerea din departamentul Yvelines în departamentul Eure-et-Loir. Trecerea din regiunea Île-de-France în regiunea Centre-Val de Loire.                    |                            |
| | Zone de odihnă: Boutroux (sens Paris > Bordeaux) ; Marnières (sens Bordeaux > Paris).                                                                      |                            |
| | Zone de servicii: Les plaines de Beauce (sens Paris > Bordeaux) ; Val Neuvy (sens Bordeaux > Paris).                                                       |                            |
| | Limitare la 130 km/h (în ambele sensuri). |                            |
| 12 - Allaines | Orașe deservite: Chartres, Châteaudun, Janville. | A154                       |
| | Zone de odihnă: Le Héron Cendré (sens Paris > Bordeaux) ; La Dauneuse (sens Bordeaux > Paris).                                                             |                            |
| | Trecerea din departamentul Eure-et-Loir în departamentul Loiret.                                                                                           |                            |
| 13 - Artenay | Orașe deservite: Pithiviers, Artenay. | RD620                      |
| Intersecție | Nod rutier între A19 și A10: Lyon, Troyes, Auxerre, Sens, Montargis.                                                                                       | A19 E60                    |
| A10 E05 E60 | |                            |
| | Limitare la 130 km/h (sens Paris > Bordeaux). |                            |
| | Zone de servicii: Orléans - Saran (sens Paris > Bordeaux) ; Orléans - Gidy (sens Bordeaux > Paris).                                                        |                            |
| 13.1 - Saran-Gidy | Orașe deservite: Saran, Gidy. |                            |
| 14 - Orléans-nord | Orașe deservite: Le Mans, Fleury-les-Aubrais, Saran, Orléans.                                                                                              | RD2701                     |
| Intersecție | Nod rutier între A71 și A10: Montpellier, Toulouse, Clermont-Ferrand, Vierzon, Orléans-centru, Orléans-la Source.                                          | A71 E09                    |
| | Zonă de odihnă: Bellevue (sens Paris > Bordeaux). |                            |
| | Zonă de odihnă: Chauvry (sens Bordeaux > Paris). |                            |
| 15 - Meung-sur-Loire | Orașe deservite: Beaugency, Meung-sur-Loire. | RD2                        |
| | Zone de servicii: Meung-sur-Loire (sens Paris > Bordeaux) ; Beaugency - Messas (sens Bordeaux > Paris).                                                    |                            |
| | Trecerea din departamentul Loiret în departamentul Loir-et-Cher.                                                                                           |                            |
| | Zone de odihnă: Fougères (sens Paris > Bordeaux) ; Brusolle (sens Bordeaux > Paris).                                                                       |                            |
| | Limitare la 130 km/h (sens Paris > Bordeaux). |                            |
| 16 - Mer | Orașe deservite: Beaugency, Chambord, Mer. |                            |
| | Zone de servicii: Blois - Villerbon (sens Paris > Bordeaux) ; Blois - Menars (sens Bordeaux > Paris).                                                      |                            |
| 17 - Blois | Orașe deservite: Blois, Vendôme, La Chaussée-Saint-Victor.                                                                                                 |                            |
| | Zone de odihnă: La Chatière (sens Paris > Bordeaux) ; Les Bruères (sens Bordeaux > Paris).                                                                 |                            |
| | Trecerea din departamentul Loir-et-Cher în departamentul Indre-et-Loire.                                                                                   |                            |
| 18 - Château-Renault | Orașe deservite: Angers, Amboise, Château-Renault. | RN10                       |
| | Zone de odihnă: La Courte Épée (sens Paris > Bordeaux) ; La Picardière (sens Bordeaux > Paris).                                                            |                            |
| | Punctul de taxare Monnaie. |                            |
| | Zone de servicii: Tours - la Longue Vue (sens Paris > Bordeaux) ; Tours - Val de Loire (sens Bordeaux > Paris).                                            |                            |
| Intersecție | Nod rutier între A28 și A10: Rouen, Le Mans. | A28 E502                   |
| 19 - Tours nord | Orașe deservite: Chartres, Tours-nord, Z.A. Parçay-Meslay - Tours Nord.                                                                                    | M910                       |
| 20 - Sainte-Radegonde | Orașe deservite: Laval, Le Mans, Blois, Montlouis, Vouvray, Tours-nord, Aeroportul Tours Val de Loire.                                                     | M801                       |
| De la ieșirea 20 până la ieșirea 22; secțiune gratuită, concesionată companiei Cofiroute.                                 | |                            |
| | Pod peste Loara. |                            |
| | Limitare la 90 km/h (sens Paris > Bordeaux). |                            |
| 21 - Tours Centre | Orașe deservite: Tours-centru, Amboise, Montlouis, Saint-Pierre-des-Corps.                                                                                 |                            |
| | Pod peste liniile feroviare SNCF. |                            |
| | Pod peste Râul Cher. |                            |
| 22 - Saint-Avertin | Orașe deservite: Vierzon, Saint-Avertin, Tours-sud (nod rutier parțial).                                                                                   | M976                       |
| De la ieșirea 22 până la ieșirea 30; secțiune cu taxă, în sistem închis, concesionată companiei Cofiroute.                | |                            |
| | Limitare la 110 km/h (sens Bordeaux > Paris). |                            |
| 23 - Chambray-lès-Tours                                                                                                   | Orașe deservite: Châteauroux, Loches, Montbazon, Chambray-lès-Tours, Saint-Avertin, Tours-sud, Chambray-lès-Tours-centru.                                  | M910 M943                  |
| 24 - La Thibaudière | Orașe deservite: Chinon, Montbazon, Joué-lès-Tours, Chambray-lès-Tours-sud.                                                                                | M37                        |
| Intersecție | Nod rutier între A85 și A10: Bourges, Vierzon, Châteauroux; Angers, Saumur.                                                                                | A85 E604 E60               |
| A10 E05 | |                            |
| | Zone de odihnă: Le Village Brûlé (sens Paris > Bordeaux) ; Le Moulin Rouge (sens Bordeaux > Paris).                                                        |                            |
| | Pod peste Râul Indre. |                            |
| 24.1 - Monts - Sorigny | Orașe deservite: Montbazon, Monts, Sorigny, Z.A. Isoparc.                                                                                                  |                            |
| | Punctul de taxare Sorigny. |                            |
| | Zone de servicii: Sainte-Maure-de-Touraine (sens Paris > Bordeaux) ; La Fontaine Colette (sens Bordeaux > Paris).                                          |                            |
| | Viaductul Courtineau. |                            |
| 25 - Sainte-Maure-de-Touraine                                                                                             | Orașe deservite: Loches, Chinon, Sainte-Maure-de-Touraine.                                                                                                 |                            |
| | Zone de odihnă: Maillé (sens Paris > Bordeaux) ; Nouâtre (sens Bordeaux > Paris).                                                                          |                            |
| | Pod peste Râul Vienne. |                            |
| | Trecerea din departamentul Indre-et-Loire în departamentul Vienne. Trecerea din regiunea Centre-Val de Loire în regiunea Nouvelle-Aquitaine.               |                            |
| | Zone de servicii: Châtellerault - Antran (sens Paris > Bordeaux) ; Châtellerault - Usseau (sens Bordeaux > Paris).                                         |                            |
| 26 - Châtellerault nord                                                                                                   | Orașe deservite: Châtellerault-centru, La Roche-Posay, Châtellerault-nord.                                                                                 | RD161                      |
| | Zone de odihnă: Les Meuniers (sens Paris > Bordeaux) ; Les Chagnats (sens Bordeaux > Paris).                                                               |                            |
| 27 - Châtellerault sud | Orașe deservite: Châtellerault-centru, Naintré, Châtellerault-sud.                                                                                         | RD910                      |
| | Zone de servicii: Poitiers - Jaunay-Clan (sens Paris > Bordeaux) ; Poitiers - Chincé (sens Bordeaux > Paris).                                              |                            |
| 28 - Futuroscope | Orașe deservite: Chasseneuil-du-Poitou, Jaunay-Clan, Parcul de distracții Futuroscope.                                                                     |                            |
| 29 - Poitiers nord | Orașe deservite: Limoges, Angers, Saumur, Poitiers-centru, Parthenay, Poitiers-nord, Centrul rutier Poitiers nord.                                         | RN147 (RCEA) E62           |
| | Zonă de odihnă: Les Cent Septiers (sens Paris > Bordeaux).                                                                                                 |                            |
| | Viaductul Boivre. |                            |
| | Zonă de odihnă: Les Quatre Vents (sens Bordeaux > Paris).                                                                                                  |                            |
| | Limitare la 130 km/h (în ambele sensuri). |                            |
| 30 - Poitiers sud | Orașe deservite: Bordeaux, Angoulême, Poitiers-centru, Lusignan, Vivonne, Poitiers-sud.                                                                    | RN10                       |
| De la ieșirea 30 până la ieșirea 39a; secțiune cu taxă, în sistem închis, concesionată companiei ASF.                     | |                            |
| | Zonă de odihnă: Coulombiers (în ambele sensuri). |                            |
| | Zonă de servicii: Rouillé - Pamproux (în ambele sensuri).                                                                                                  |                            |
| | Trecerea din departamentul Vienne în departamentul Deux-Sèvres.                                                                                            |                            |
| 31 - Saint-Maixant - Soudan                                                                                               | Orașe deservite: Saint-Maixent-l'École, Lusignan. | RD611                      |
| | Zonă de odihnă: Sainte-Eanne (în ambele sensuri). |                            |
| | Viaductul Hermitain. |                            |
| | Zonă de odihnă: Sainte-Néomaye (în ambele sensuri). |                            |
| Intersecție | Nod rutier între A83 și A10: Angers, Nantes, La Roche-sur-Yon, Saint-Maixent-l'École, Niort-centru.                                                        | A83                        |
| 32 - Saint-Maixant - Soudan                                                                                               | Orașe deservite: Limoges, Angoulême, Niort-centru, Melle, Niort-est, Marais Poitevin.                                                                      |                            |
| | Zonă de servicii: Poitou-Charentes (în ambele sensuri). |                            |
| 33 - La Rochelle - Niort sud                                                                                              | Orașe deservite: La Rochelle, Rochefort, Surgères, Marais Poitevin.                                                                                        | RN248 E601                 |
| | Zonă de odihnă: Gript (în ambele sensuri). |                            |
| | Trecerea din departamentul Deux-Sèvres în departamentul Charente-Maritime.                                                                                 |                            |
| | Zonă de odihnă: Dœuil-sur-le-Mignon (în ambele sensuri).                                                                                                   |                            |
| | Zonă de odihnă: Lozay (sens Paris > Bordeaux). |                            |
| | Zonă de odihnă: La Benâte (sens Bordeaux > Paris). |                            |
| 34 - Saint-Jean-d'Angély                                                                                                  | Orașe deservite: Cognac, Surgères, Aulnay, Saint-Jean-d'Angély.                                                                                            |                            |
| | Zonă de servicii: Fenioux (în ambele sensuri). |                            |
| | Viaductul Charente. |                            |
| | Zonă de odihnă: Port d'Envaux (în ambele sensuri). |                            |
| Intersecție | Nod rutier între A837 și A10: La Rochelle, Rochefort (nod rutier parțial).                                                                                 | A837 E602                  |
| 35 - Saintes | Orașe deservite: Angoulême, Insula Oléron, Royan, Saintes.                                                                                                 | RN141 RN150 (RCEA) E603    |
| | Zonă de odihnă: Chermignac (în ambele sensuri). |                            |
| | Zonă de servicii: Saint-Léger (în ambele sensuri). |                            |
| 36 - Pons | Orașe deservite: Cognac, Jonzac, Pons. |                            |
| | Zonă de odihnă: Saint-Palais-de-Phiolin (în ambele sensuri).                                                                                               |                            |
| | Zonă de odihnă: Saint-Ciers-du-Taillon (în ambele sensuri).                                                                                                |                            |
| 37 - Mirambeau | Orașe deservite: Royan, Montendre, Jonzac, Mirambeau. |                            |
| | Zonă de odihnă: Boisredon (sens Bordeaux > Paris). |                            |
| | Trecerea din departamentul Charente-Maritime în departamentul Gironde.                                                                                     |                            |
| | Zonă de odihnă: Saint-Caprais (sens Paris > Bordeaux). |                            |
| 38 - Saint-Aubin-de-Blaye                                                                                                 | Orașe deservite: Montendre, Saint-Ciers-sur-Gironde, Blaye.                                                                                                |                            |
| | Zone de servicii: Saugon (sens Paris > Bordeaux) ; Les Terres de l'Estuaire (sens Bordeaux > Paris).                                                       |                            |
| | Zonă de odihnă: Saint-Christoly (sens Paris > Bordeaux).                                                                                                   |                            |
| | Zonă de odihnă: Cézac (sens Bordeaux > Paris). |                            |
| | Punctul de taxare Virsac. |                            |
| 39a - Libourne/Saint-Antoine                                                                                              | Orașe deservite: Libourne, Saint-André-de-Cubzac, Bourg, Coutras, Saint-Antoine-sur-l'Isle, Z.A. La Garosse.                                               | RD1010                     |
| De la ieșirea 39a până la A630; secțiune gratuită, concesionată companiei ASF.                                            | |                            |
| 39b | Orașe deservite: Poitiers, Angoulême, Barbezieux-Saint-Hilaire (nod rutier parțial).                                                                       | RN10 E606                  |
| A10 E05 E606 | |                            |
| 40a - Blaye | Orașe deservite: Saintes, Royan, Blaye (nod rutier parțial).                                                                                               | RD1510                     |
| 40b - Saint-André-de-Cubzac                                                                                               | Orașe deservite: Libourne, Bourg, Saint-André-de-Cubzac (nod rutier parțial).                                                                              |                            |
| | Zone de servicii: L'Estalot (sens Paris > Bordeaux) ; Meillac (sens Bordeaux > Paris).                                                                     |                            |
| | Viaductul Falaise. |                            |
| | Viaductul Dordogne. |                            |
| 41 - Ambès | Orașe deservite: Ambès, Z.I. Bassens, Zona portuară Bordeaux.                                                                                              |                            |
| 42 - Ambarès/Saint-Loubès                                                                                                 | Orașe deservite: Ambarès-et-Lagrave, Saint-Loubès. | RD1010                     |
| 43 - Sainte-Eulalie | Orașe deservite: Ambarès-et-Lagrave, Sainte-Eulalie, Carbon-Blanc.                                                                                         |                            |
| 44 - Carbon-Blanc | Orașe deservite: Carbon-Blanc, Bassens (nod rutier parțial).                                                                                               |                            |
| 44 - Carbon-Blanc | Oraș deservit: Lormont (nod rutier parțial). |                            |
| Intersecție | Nod rutier între A630, RN230 și A10: Aeroportul Bordeaux–Mérignac; A62 (Toulouse), A63 (Bayonne), A89 (Lyon, Clermont-Ferrand, Périgueux), Bordeaux.       | A630 RN230 A62 A63 A89 E05 |
| A10 E05 E606 | |                            |

## Locuri remarcabile
- Paris (75000): Turnul Eiffel, Muzeul Luvru, …
- Rambouillet (78120): Castelul Rambouillet, Bergerie nationale, …
- Dourdan (91410): Castelul Dourdan, …
- Auneau (28700): Grădina Preistorică din Auneau, Castelul Auneau, …
- Artenay (45410): Beauce, Moara din Artenay, Muzeul teatrului de bâlci, …
- Orléans (45000): Valea Loarei, Catedrala Sainte-Croix, Sologne, Parcul Floral de la Source, …
- Beaugency (45190): Podul peste Loara, oraș medieval, …
- Blois (41000): Castelul Blois, …
- Amboise (37400): Castelul Amboise, Castelul Clos-Lucé, Case troglodite, Acvariul Val de Loire, …
- Tours (37000): Castelul Tours, Catedrala Saint-Gatien, Vechiul Tours, …
- Sainte-Maure-de-Touraine (37800): Oraș al brânzei de capră, sat martir Maillé
- Châtellerault (86100): Podul Henri-IV
- Futuroscope: Parc de distracții
- Poitiers (86000): Parcul Blossac, Biserica Notre-Dame la Grande, Catedrala Saint-Pierre, Biserica Saint-Hilaire le Grand, Palatul Contelui de Poitiers-Ducii de Aquitania, Hôtel Fumé, Hôtel de Beaucé, Biserica Saint-Jean de Montierneuf, Baptisteriul Saint-Jean, Muzeul Sainte-Croix, …
- Lusignan (86600): Castelul Lusignan, Raymondini
- Niort (79000): Donjonul, Pilori, Hale, Biserica Saint-André, Biserica Notre-Dame, …
- Saint-Jean-d'Angély (17400): Abație, case vechi cu grinzi aparente, străzi, primărie, lacul Bernouët pe râul Boutonne, muzee.
- Saintes (17100): Vestigii galo-romane (Amfiteatru, Arcul lui Germanicus), Centru Istoric (Catedrala Saint-Pierre, Bazilica Saint-Eutrope, Abația Doamnelor, …)
- Bordeaux (33000): Podgorii, monumente (Catedrala, Piața Quinconces, Piața Bourse, Grand Théâtre, Primărie…), strada Sainte-Catherine, muzee (Arte Frumoase, Muzeul Aquitaniei…), spații verzi (Grădina Publică, Grădina Botanică, Parcul Bordelais…), …